# 左琨
左琨（1926年—2000年），男，宁夏盐池人，中华人民共和国政治人物，曾任辽宁省革命委员会副主任，辽宁省人民政府副省长，辽宁省人大常委会副主任，第七、八届全国人大代表。